# Actinopus tutu
Actinopus tutu — вид мігаломорфних павуків родини Actinopodidae.

## Поширення
Ендемік Бразилії. Поширений в штатах Мінас-Жерайс, Еспіріту-Санту, Гояс і Мату-Гросу-ду-Сул.

## Опис
Чоловічий голотип має розміри 9,62 мм, а жіночий паратип 14,75 мм.